# D・A・M・E
『D・A・M・E』(だめ)は、前田亘輝の1枚目のシングル。CDコードはCSDL-3208。1990年11月21日にCBS/SONYから発売された。

## 概要
前田亘輝ソロとして初のシングルでJTのCMソング。
表題曲はアカペラでサビから始まる。歌詞は女性や世間をテーマに、当時は誰から見ても否定し難かった言葉が歌詞に点在している。
カップリング曲は当時の流行を歌う。ドラムを使用していないのも特徴と言える。この楽曲は現在もアルバム未収録で配信も行われていない。

## 収録曲
| 全作詞: 前田亘輝、全編曲: M-Project。 |                  |           |               |      |
| #                                     | タイトル         | 作詞      | 作曲          | 時間 |
| 1.                                    | 「D・A・M・E」   | 前田亘輝  | 前田亘輝、UNI | 5:19 |
| 2.                                    | 「WE GOT MUSIC」 | 前田亘輝  | 前田亘輝      | 3:16 |
| 合計時間:                             | 合計時間:        | 合計時間: | 8:35          |      |

## 参加ミュージシャン
- 江口信夫：ドラム
- 大堀薫：ベース
- 小野塚晃：キーボード
- 春畑道哉 (TUBE)：ギター
- 増崎孝司 (DIMENSION)：ギター

## タイアップ
- JTSomeTimeLIGHTCMソング

## 収録アルバム
- Change of Pace (#1)
- Single Collection + (#1)